# Thonaille
Une thonaille est un filet dormant utilisé dans la pêche au thon rouge. Il est positionné en surface. Son usage a été interdit par l’Union européenne en 2002,.

## Condamnation de la France
En 2009 la France a été condamnée pour utilisation illicite de la tonaille pour la peche.